# برزينتاثيو أوران غونزاليس
برزينتاثيو أوران غونزاليس (29 مايو 1956، مدريد) سياسية إسبانية وعضو سابق في البرلمان الإسباني.
متزوجة ولديها طفلان، عملت كمديرة إدارية قبل انتخابها في عام 1993 نائبة عن اليسار المتحد لمنطقة فالنسيا وأعيد انتخابها مرة أخرى في عامي 1996 و2000. في انتخابات 2004 استقالت على الرغم من أن اسمها ظهر على قائمة حزبها في المركز الخامس عشر في منطقة لم يفز فيها الحزب بأكثر من مقعدين. شغلت منصب السكرتيرة الرابعة في الكونجرس وعملت أيضًا في لجنة التقنيات الجديدة في الكونجرس.